# Ugok-myeon
Ugok-myeon (koreanska: 우곡면) är en socken i den centrala delen av Sydkorea, 240 km sydost om huvudstaden Seoul. Den ligger i kommunen Goryeong-gun i provinsen Norra Gyeongsang.